# شركة هوندا الأمريكية للسيارات
شركة هوندا الأمريكية للسيارات (اختصارًا AHM) هي شركة هوندا في أمريكا الشمالية تابعة لشركة هوندا موتور المحدودة. تأسست عام 1959. تجمع الشركة بين مبيعات المنتجات والخدمة والوظائف التنسيقية لشركة هوندا في أمريكا الشمالية ، وهي مسؤولة عن التوزيع والتسويق والمبيعات للسيارات ذات العلامات التجارية هوندا وأكورا ، ومنتجات هوندا الرياضية ، بما في ذلك الدراجات النارية والدراجات البخارية والمركبات الصالحة لجميع التضاريس. وكذلك منتجات المعدات ، بما في ذلك جزازات العشب ، وآلات الحراثة ، وآلات قص الحشائش ، والمولدات وغيرها من المنتجات.
تشمل موديلات السيارات التي تحمل علامة هوندا التجارية أكورد وسيفيك و CR-V و HR-V و Element و Clarity Fuel Cell و Fit و Insight و Odyssey و Pilot و Ridgeline . نماذج أكورا هي RL و TLX و RLX و ILX و MDX و RDX و TSX و TL و ZDX .. كانت شركة هوندا أول شركة سيارات يابانية تنشأ فرعًا لتسويق وبيع سياراتها في الولايات المتحدة ، وأول شركة سيارات يابانية تصنع السيارات في أمريكا الشمالية.   
وكانت شركة هوندا للسيارات افتتحت أول فرع خارجي للشركة في لوس أنجلوس في عام 1959 وهو أمر غير معتاد في ذلك الوقت ، حيث اعتمدت شركات السيارات الأجنبية الأخرى عادةً على الموزعين المستقلين. 

## تاريخ

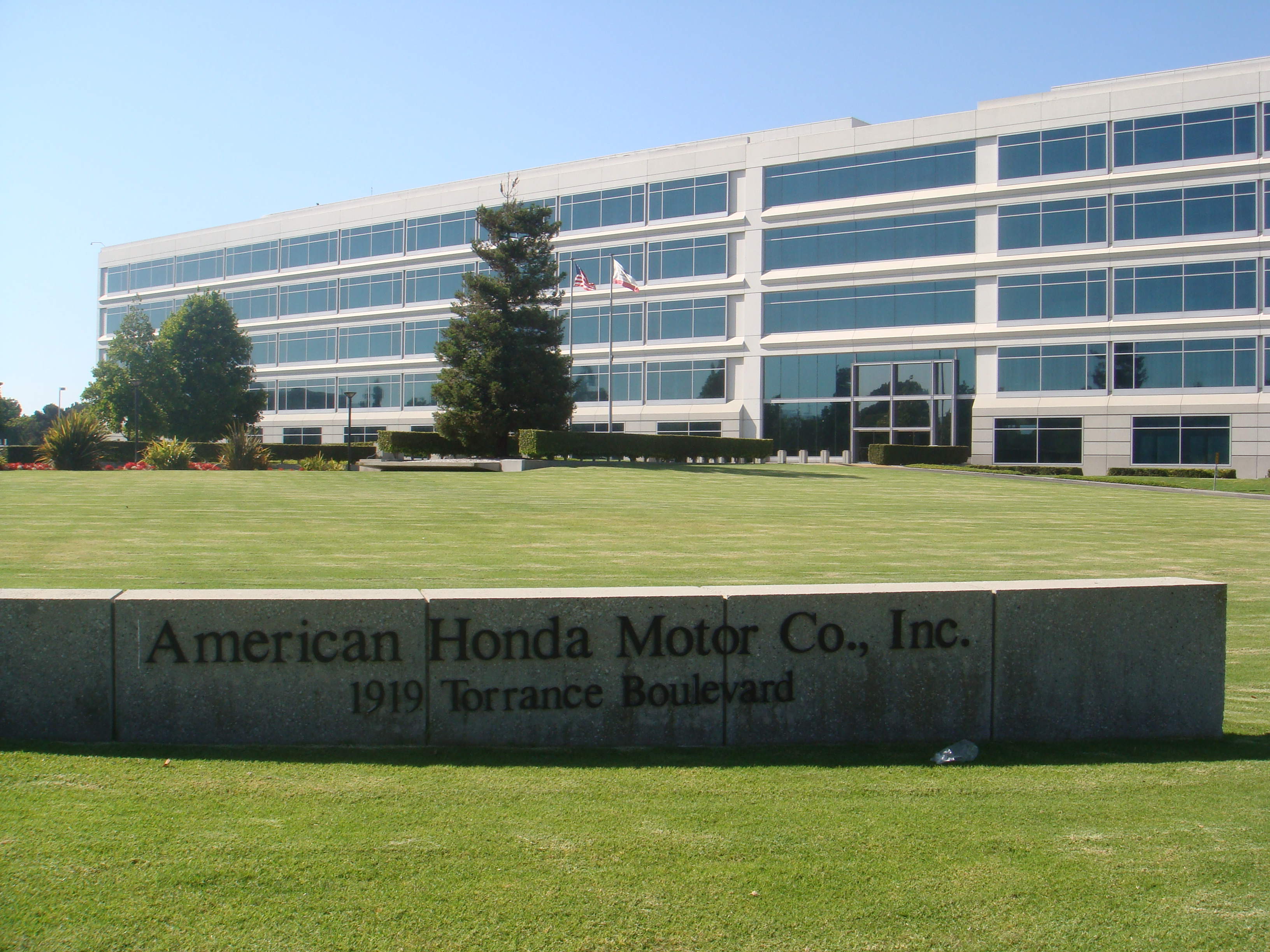
مقر هوندا الأمريكي في تورانس ، كاليفورنيا

تعتبر شركة هوندا الأمريكية للسيارات، أول شركة فرعية تابعة لشركة هوندا في الخارج ،  افتتحت في لوس أنجلوس في 11 يونيو 1959  باستثمار رأسمالي قدره 250 ألف دولار ( 2,219,463 دولارًا في 2020  ) وثلاثة موظفين.  كان إنشاء شركة تابعة أمرًا غير معتاد في ذلك الوقت ، حيث اعتمدت شركات السيارات الأجنبية الأخرى عادةً على الموزعين المستقلين.  كان المقر الرئيسي في عام 1959 في لوس أنجلوس.  تم نقل المكتب إلى ضاحية جاردينا القريبة في عام 1963.  في عام 1990 ، انتقلوا إلى تورانس ، كاليفورنيا . 
في عام 1960 ، وهو أول عام كامل من العمليات ، باعت شركة هوندا الأمريكية أقل من 2000 دراجة نارية من خلال ثلاثة خطوط إنتاج: Dream و Benly و Honda 50 (Super Cub). في العام التالي ، أنشأت هوندا 500 تاجر دراجات بخارية وأنفقت 150 ألف دولار على الإعلان في المناطق التي تعمل فيها ( 1,312,205 دولارًا في 2020  ). تم توسع هوندا في أسواق الولايات المتحدة الجديدة في منطقة واحدة في كل مرة على مدى خمس سنوات ، بدءًا من الساحل الغربي والانتقال شرقًا ، مما خلق طلبًا جديدًا على الدراجات النارية.
لم تزد المبيعات في الولايات المتحدة بشكل ملحوظ حتى عام 1963 ، عندما أطلقت الشركة حملتها الإعلانية " تلتقي بأجمل الناس في شركة هوندا " ، وهي الأولى من نوعها لوضع الدراجات النارية في الاتجاه السائد للأمريكيين.   بحلول نهاية العام ، باعت شركة هوندا أكثر من 100000 وحدة في الولايات المتحدة ، أكثر من جميع الشركات المصنعة للدراجات النارية الأخرى مجتمعة.  أدى التوسع في هذا الوقت إلى انتقال الشركة إلى مقر جديد في جاردينا ، كاليفورنيا ، في سبتمبر 1963 ، وكان إجمالي مبيعات الوحدات في عام 1964 يمثل ما يقرب من نصف سوق الدراجات النارية في الولايات المتحدة. 
كان لدى هوندا وقتًا أسهل في التوسع في الولايات المتحدة مقارنة باليابان ، حيث بدأت هوندا في البداية كشركة مصنعة للدراجات النارية ، ثم دخلت سوق السيارات لاحقًا في منافسة مع المنافسين الراسخين الآخرين بما في ذلك تويوتا ونيسان. بحلول عام 1983 ، كان لدى هوندا 805 وكلاء بيع في الولايات المتحدة  في أوائل التسعينيات ، باعت هوندا سيارتين في الولايات المتحدة مقابل كل سيارة باعتها في اليابان.  في عام 1990 ، استقرت شركة هوندا الأمريكية في مقرها الحالي في تورانس ، كاليفورنيا. بعد وفاة المؤسس سويتشيرو هوندا في عام 1991 ، أعيد تنظيم عمليات الشركة العالمية ، لتشكل أربع عمليات إقليمية بما في ذلك أمريكا الشمالية. 
اعتبارًا من عام 2018 ، وظفت شركة هوندا أكثر من 31000 موظف في الولايات المتحدة بكشوف رواتب تبلغ 2.5 مليار دولار. يعمل 159.000 عامل آخر في الوكلاء المعتمدين في الولايات المتحدة ، ويعمل عشرات الآلاف من موردي المعدات الأصلية في الولايات المتحدة البالغ عددهم 607. 

## مركبات

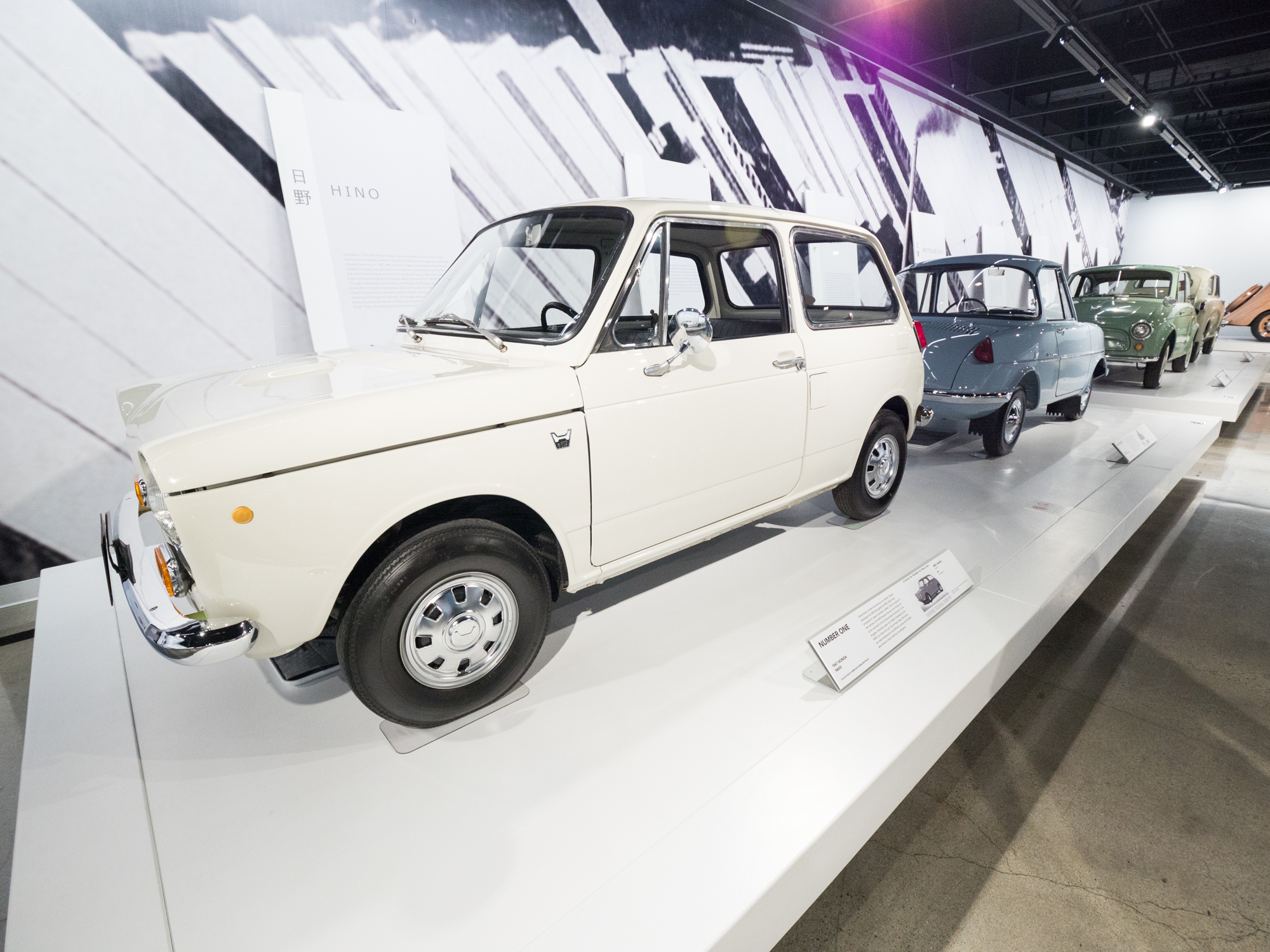
الرقم التسلسلي N600-1000001 في متحف Petersen للسيارات

قدمت هوندا سيارات الركاب لأول مرة إلى سوق أمريكا الشمالية في عام 1970 بمبيعات سيارة هوندا N600 سيدان من خلال 32 تاجرًا في غرب الولايات المتحدة. تم بيع أول سيارة هوندا بيعت في الولايات المتحدة وتم سحبها من نفس الوكالة في مانلي هوندا ، في سانتا روزا ، كاليفورنيا ؛ ومع ذلك ، بلغت مبيعات السيارة والطراز اللاحق Z600 كوبيه 20000 وحدة فقط في عام 1972. خلال أزمة الطاقة في السبعينيات ، شهدت السيارات خفيفة الوزن وذات الكفاءة في استهلاك الوقود ارتفاعًا في الطلب. أصبحت هوندا سيفيك ، التي تم طرحها في عام 1973 ، مشهورة في الولايات المتحدة ، مما أدى إلى توسع كبير لهوندا في السوق الأمريكية.
بحلول عام 1976 ، كان لدى الشركة 630 تاجر سيارات ، وتبعت هوندا سيارة سيفيك مع أكورد هاتشباك ، والتي أصبحت سيارة الركاب الأكثر مبيعًا في الولايات المتحدة من عام 1990 إلى عام 1992.  في عام 1977 ، دخلت الشركة في شراكة مع شركة JD Power and Associates لإجراء مسح لوكلاءها وعملائها في الولايات المتحدة فيما يتعلق برضاهم عن شركة هوندا. أدت المبادرة إلى إنشاء مؤشر رضا العملاء JD Power and Associates. 
بعد نجاح أكورد مع عملاء الطبقة المتوسطة ، أصبحت هوندا أول صانع سيارات ياباني يدخل سوق السيارات الفاخرة ، في عام 1986 ، عندما أطلقت علامة أكورا التجارية. في عام 1987 ، أصبحت أكورا لوحة السيارات الفاخرة الأكثر مبيعًا في أمريكا مع خطوط إنتاجها من Integra و Legend.  لتمييز العلامة التجارية عن خط هوندا الخاص بها ، أنشأت الشركة شبكة وكلاء ثانية وجديدة تمامًا ، تتطلب أن يكون موقع وكلاء أكورا على بعد 10 ميل (16 كـم) من منافذ Honda الحالية ، ويتطلب كل منها استثمار 3 ملايين دولار للبدء.  بالقرب من 19988 Van Ness Ave ، تحتفظ هوندا بمجموعة متحف هوندا الأمريكي ، وهي ليست مفتوحة لعامة الناس ، ولكن يمكن مشاهدتها عن طريق التعيين للزيارات الجماعية.

### المركبات البيئية
هوندا لديها أيضًا العديد من الأوائل في مجال المركبات البيئية المتقدمة. في عام 1974 ، تم تقديم Civic CVCC كأول سيارة تفي بمتطلبات قانون الهواء النظيف في الولايات المتحدة لعام 1970 دون الحاجة إلى محول حفاز وباستخدام البنزين العادي أو الخالي من الرصاص ، كما تم تصنيفها رقم 1 في الاقتصاد في استهلاك الوقود من قبل حماية البيئة الأمريكية وكالة في تصنيفها الأول للسيارات الأكثر كفاءة في استهلاك الوقود في أمريكا. 
في ديسمبر 1999 ، أطلقت هوندا إنسايت ، أول سيارة هجينة تعمل بالغاز والكهرباء في أمريكا.  أصدرت لاحقًا Civic Hybrid ، وهو أول تطبيق للتكنولوجيا الهجينة على السيارات الحالية ذات الإنتاج الضخم ؛ و Accord Hybrid ، أول سيارة هجينة V-6 في السوق الأمريكية.  تم إطلاق الجيل الثاني من الهجين Insight في عام 2009 ،  وتلاه في عام 2010 CR-Z ، وهي سيارة تتسع لراكبين والتي كانت أول سيارة هجينة متوفرة مع ناقل حركة يدوي بست سرعات. 
كانت هوندا الأمريكية نشطة أيضًا في نشر المركبات منخفضة الانبعاثات في الولايات المتحدة ، بما في ذلك المركبات الأولى التي تعمل بالبنزين لتلبي سيارة منخفضة الانبعاثات في كاليفورنيا (LEV) ، ومركبة ذات انبعاثات منخفضة للغاية (ULEV) ، و Super Ultra-Low متطلبات انبعاثات عادم مركبات الانبعاث (SULEV). 
اعتبارًا من عام 2011 ، تعد هوندا صانع السيارات الوحيد في أمريكا الذي يقوم بتسويق سيارة تعمل بالغاز الطبيعي بكميات كبيرة ، وهي Civic GX ، والتي يتم إنتاجها في مصنعها في جرينسبيرج ، إنديانا. تم الاعتراف بسيارة Civic GX من قبل المجلس الأمريكي للاقتصاد الموفر للطاقة (ACEEE) باعتبارها "السيارة الأكثر خضرة" في عام 2010 ؛ تمثل السنة السابعة على التوالي التي تحصل على هذا التميز.  
عرضت هوندا أول سيارة كهربائية تعمل بخلايا الوقود لعملاء التجزئة في الولايات المتحدة ، مع الجيل الأول من مركباتها FCX في ديسمبر 2002. في عام 2008 ، قدمت هوندا سيارة FCX Clarity الجديدة كليًا ، وهي سيارة سيدان تعمل بخلايا الوقود ، والتي كانت في عام 2010 في أيدي أكثر من عشرين من عملاء التجزئة بناءً على اتفاقيات بيع الإيجار.  
في يناير 2010 ، بدأت الشركة تشغيل نسختها الثالثة من نموذج أولي لمحطة التزود بالوقود بالهيدروجين تعمل بالطاقة الشمسية للسيارات الكهربائية التي تعمل بخلايا الوقود في حرمها الجامعي في تورانس ، كاليفورنيا. استخدمت المحطة هوندا في تطوير وتصنيع الخلايا الشمسية ذات الأغشية الرقيقة لتوفير الطاقة لإعادة تشكيل الهيدروجين من الماء عن طريق التحليل الكهربائي ، وإنتاج ما يكفي من الهيدروجين لتشغيل سيارة كهربائية تعمل بخلايا الوقود على بعد 10000 ميل في السنة عبر تعبئة يومية لمدة ثماني ساعات طوال الليل. 
المنتجات: سيارات السيدان:
- سيارة هوندا سيفيك
- هوندا انسايت
- هوندا أكورد

سيارات رياضية:
- هوندا سيفيك تايب آر

سيارات الدفع الرباعي / الكروس أوفر:
- هوندا HRV
- هوندا CRV
- هوندا باسبورت
- هوندا بايلوت

الميني فان:
- هوندا اوديسي

شاحنات البيك أب:
- هوندا ريدجلاين

## تصنيع
في الثمانينيات ،  أنشأت هوندا مصانع السيارات الخاصة بها في الولايات المتحدة ، لتصبح أول صانع سيارات ياباني يصنع سيارات في الولايات المتحدة  بدأت هوندا بالفعل في إنتاج الدراجات النارية في الولايات المتحدة ، في عام 1979 في ماريسفيل ، أوهايو  وفي عام 1982 ، بدأت هوندا في إنتاج سيارات أكورد سيدان في أول مصنع سيارات لها في الولايات المتحدة ، أيضًا في ماريسفيل . 1,000,000 قدم مربع (93,000 م2) المصنع تكلف ما يقرب من 300 مليون دولار لبناء.  اعتبارًا من عام 2010 ، بلغت مساحة المصنع 3,600,000 قدم مربع (330,000 م2) باستثمارات رأسمالية تراكمية قدرها 3.8 مليار دولار.
خلال السنوات العشر التالية ، وسعت شركة هوندا وجودها في مجال تصنيع السيارات ، واعتبارًا من عام 2010 ، كانت الشركة تدير تسعة مصانع أمريكية في ست ولايات. مجتمعة ، تنتج هذه المصانع سيارات هوندا وأكورا والمحركات وناقلات الحركة ، بالإضافة إلى مركبات هوندا لجميع التضاريس ومنتجات معدات هوندا الكهربائية. في عام 2010 ، واصلت هوندا أمريكا إنشاء مصنعين جديدين في ولاية كارولينا الشمالية ، أحدهما لإنتاج طائرة HondaJet النفاثة الخفيفة جدًا ، في جرينسبورو ، والثاني لإنتاج محركات GE Honda HF120 التوربينية في بيرلينجتون.   

## البحث والتطوير
أنشأت شركة هوندا عمليات البحث والتطوير الأمريكية في جنوب كاليفورنيا في عام 1975 باسم شركة هوندا للأبحاث في كاليفورنيا ، وهي ذراع لشركة American Honda Motor، Co.، Inc. في عام 1979 ، قامت شركة Honda Research of America، Inc. (HRA) كشركة تابعة لشركة Honda R&D Co.، Ltd. اعتبارًا من عام 2010 ، تعمل الشركة باسم Honda R&amp;D Americas، Inc. مع 14 مرفقًا في أمريكا الشمالية ، بما في ذلك استديوهات بحث وتصميم عن المنتج لهوندا وأكورا ، في تورانس ، كاليفورنيا ، ومركز تطوير طرازات السيارات والدراجات النارية الجديدة في ريموند ، أوهايو ، ومركز أبحاث وتطوير واختبار معدات الطاقة في سويبسونفيل بولاية نورث كارولينا. 
كان أول تطوير للشركة في الولايات المتحدة هو Accord SEi عام 1989. في أوائل إلى منتصف التسعينيات ، طورت HRA سلسلة من النماذج المشتقة بما في ذلك جيلين من Accord Wagon (1991 و 1994) ، 1998 Accord Coupe ، و 1997 Acura CL coupe (1997) ، استنادًا إلى منصة Accord.
في العقد الأول من القرن الحادي والعشرين ، أنشأت الشركة جيلين من سيارات هوندا بايلوت وأكورا إم دي إكس الرياضية متعددة الأغراض ؛ ثلاثة أجيال من Acura TL سيدان ؛ هوندا Element SUV ؛ هوندا ريدجلاين 2006 ، أول شاحنة بيك أب أمريكية من هوندا ؛ و 2010 أكورا ZDX كروس كوبيه. حازت كل من طرازي MDX لعام 2001 و 2006 Ridgeline على جائزة أفضل شاحنة في أمريكا الشمالية ، بالإضافة إلى جائزة Motor Trend SUV لهذا العام (MDX)  وشاحنة العام (Ridgeline) ،  بينما حصل الطيار على خمس سيارات متتالية جوائز "أفضل 5 شاحنة" من مجلة Car and Driver (2003-2007). 
في طراز العام 2010 ، كان ثلث موديلات هوندا وأكورا المباعة في الولايات المتحدة وخمسة من ثماني شاحنات خفيفة من الطرازات التي طورتها شركة هوندا للبحث والتطوير في الأمريكتين.  في سبتمبر 2010 ، تم إطلاق الجيل الثالث من سيارات الميني فان Honda Odyssey كنموذج 2011 ، وهي أحدث مركبة طورتها الشركة حصريًا في الولايات المتحدة 

## رياضة السيارات
انضمت شركة هوندا الأمريكية إلى منافسة سباقات السيارات المفتوحة في الولايات المتحدة بدخولها إلى سلسلة بطولات فرق سباق السيارات (CART) في عام 1994 ، بعد بطولة هوندا العالمية الست على التوالي للفورمولا 1 من 1986 إلى 1991. حصلت الشركة ، تحت رعاية فرع السباق الأمريكي ، Honda Performance Development (HPD) ، على ست بطولات للسائقين وأربعة ألقاب للمصنعين ، وفازت بـ 65 من 164 سباقًا بين عامي 1992 و 2002. 
دخلت HPD سلسلة IndyCar في عام 2003 ومن 2003 إلى 2005 ، حققت فرق هوندا وسائقيها 28 انتصارًا في 49 سباقًا ، بما في ذلك سباقات إنديانابوليس 500 لعامي 2004 و 2005. فازت هوندا ببطولة مصنعي سلسلة IndyCar في عامي 2004 و 2005 ، بينما فاز السائقون المدعومون من هوندا ببطولة السائقين في نفس السنوات. في عام 2006 ، أصبحت هوندا المورد الوحيد المحرك لسلسلة IndyCar والتزمت نفسها بالسلسلة حتى عام 2011. 
منذ عام 2007 ، قدمت HPD أيضًا محركات لفرق النموذج الأولي في سباقات السيارات الرياضية الأمريكية Le Mans Series ، وقد حققت هذه المحركات العديد من الانتصارات ، بدءًا من فوز LMP2 في سباق ALMS الافتتاحي لهوندا ، في Sebring في عام 2007. كانت HPD هي أول شركة مصنعة تفوز بفئة ALMS في كل من LMP1 و LMP2 في نفس عطلة نهاية الأسبوع مع فوزها في سانت بطرسبرغ في عام 2009. ذهب HPD للفوز ببطولة مصنعي LMP1 و LMP2 لأكورا في عام 2009. في عام 2010 ، بدأت الشركة في تقديم المحركات والدعم لمنافسة السيارات الرياضية في كل من أمريكا وأوروبا ، وحققت فوزًا كبيرًا في محاولتها الافتتاحية في 24 Hours of Le Mans. 

## دعاية
خلال تاريخها في الولايات المتحدة ، كان لدى هوندا العديد من الشعارات وأنتجت عددًا من الحملات الإعلانية الجديرة بالملاحظة. كان أول شعار إعلاني لهوندا ، وهو الترويج لدراجة هوندا النارية للعائلات الشابة ، "تلتقي بأجمل الناس في سيارة هوندا".   كان شعار الشركة لسياراتها من 1977 - 1984 هو "نحن نجعلها بسيطة" (لتحل محل الشعار "What The World Is Coming To" عندما كانت Civic هي السيارة الوحيدة التي يتم تسويقها). بحلول عام 1983 ، تنافست ميزانية إعلانات هوندا ، التي رعت مباريات الدوري الوطني لكرة القدم وغيرها من الأحداث الرياضية ، في تكلفة بناء مصنع دراجات نارية في ماريسفيل.  في سبتمبر 2007 ، أطلقت الشركة شعارها التسويقي الحالي "هوندا: قوة الأحلام".  تفتح الحملة الإعلانية في أوائل العقد الأول من القرن الحادي والعشرين لتشكيلة السيارات الخاصة بها بصوت جرس الباب الذي يذكّر بشعار جوقة "هوندا" من الثمانينيات.
في عام 2009 ، أصدرت شركة هوندا الأمريكية السلسلة الوثائقية "الحلم المستحيل" ، وهي مجموعة من 5-8 دقائق على شبكة الإنترنت القصيرة التي تركز على الفلسفات الأساسية لهوندا.  تشمل الأفلام القصيرة الحالية Failure: The Secret to Success و Kick Out the Ladder و Mobility 2088. وتضم موظفي هوندا بالإضافة إلى دانيكا باتريك وكريستوفر جيست وبن بوفا وتشي بيرلمان وجو جونستون وأورسون سكوت كارد. يتم عرض سلسلة الأفلام في dreams.honda.com.
في جنوب كاليفورنيا ، يظهر موظفو شركة هوندا من المنطقة في إعلانات تجارية بعنوان "أعمال عشوائية للمساعدة" على الراديو والتلفزيون باللغتين الإنجليزية والإسبانية وساعدوا مئات العائلات على النجاح في "الأعمال العشوائية للمساعدة".

## وصلات خارجية
- الموقع الرسمي لشركة American Honda Motor Co.، Inc.
- سيارات هوندا - موقع سيارة